# Aechmea rubens
Aechmea rubens là một loài thực vật có hoa trong họ Bromeliaceae. Loài này được (L.B.Sm.) L.B.Sm. mô tả khoa học đầu tiên năm 1970.

## Hình ảnh

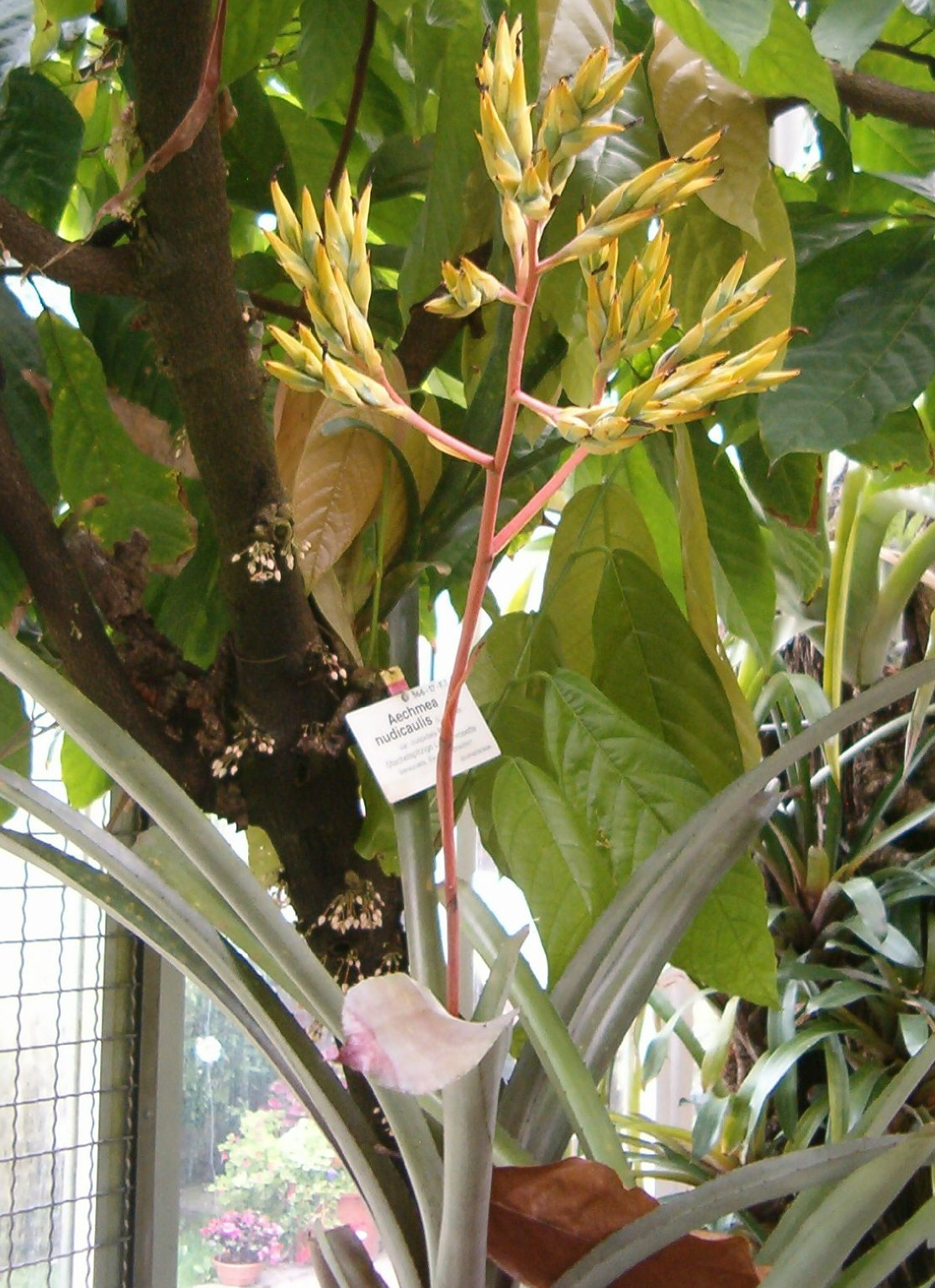
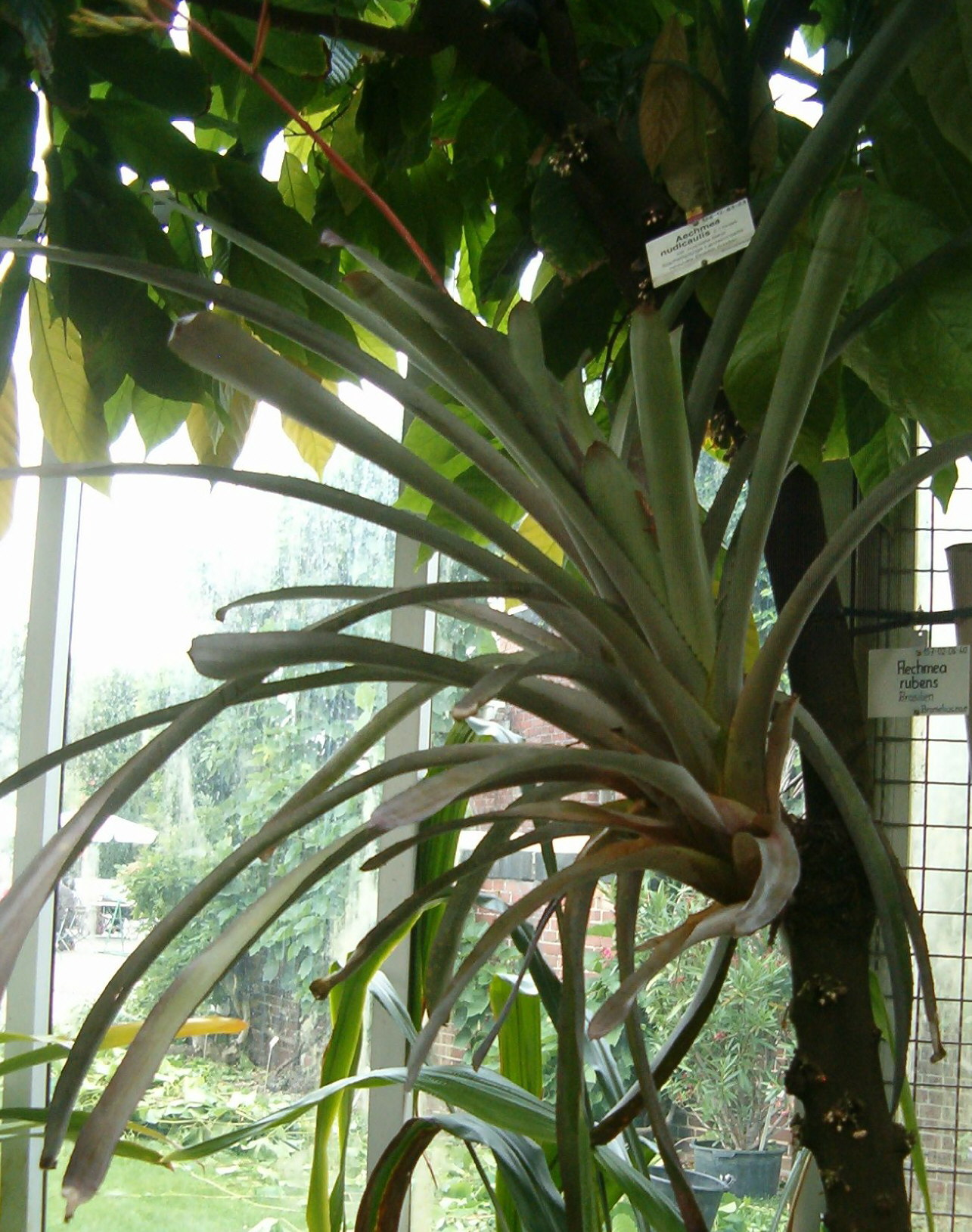
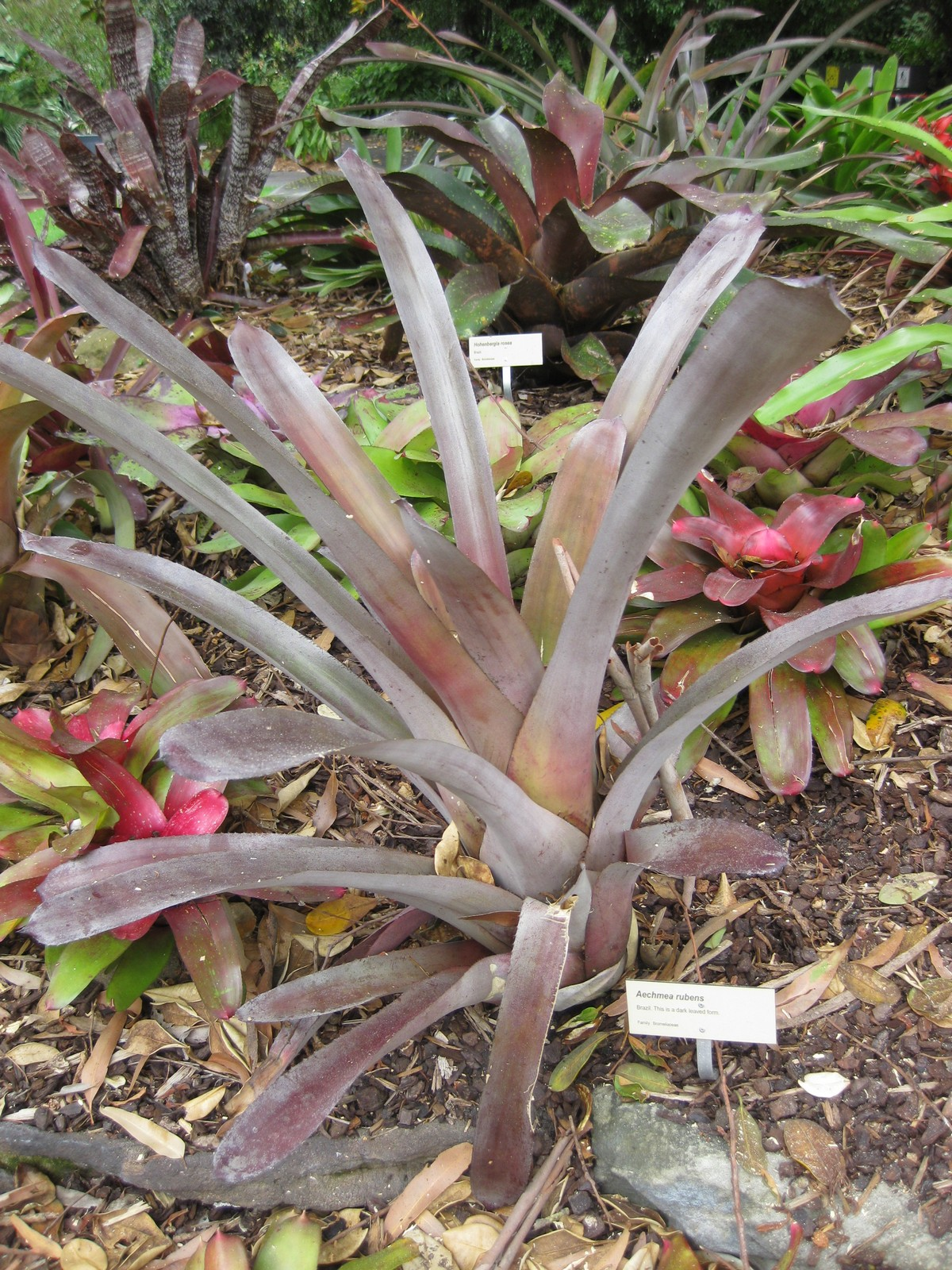
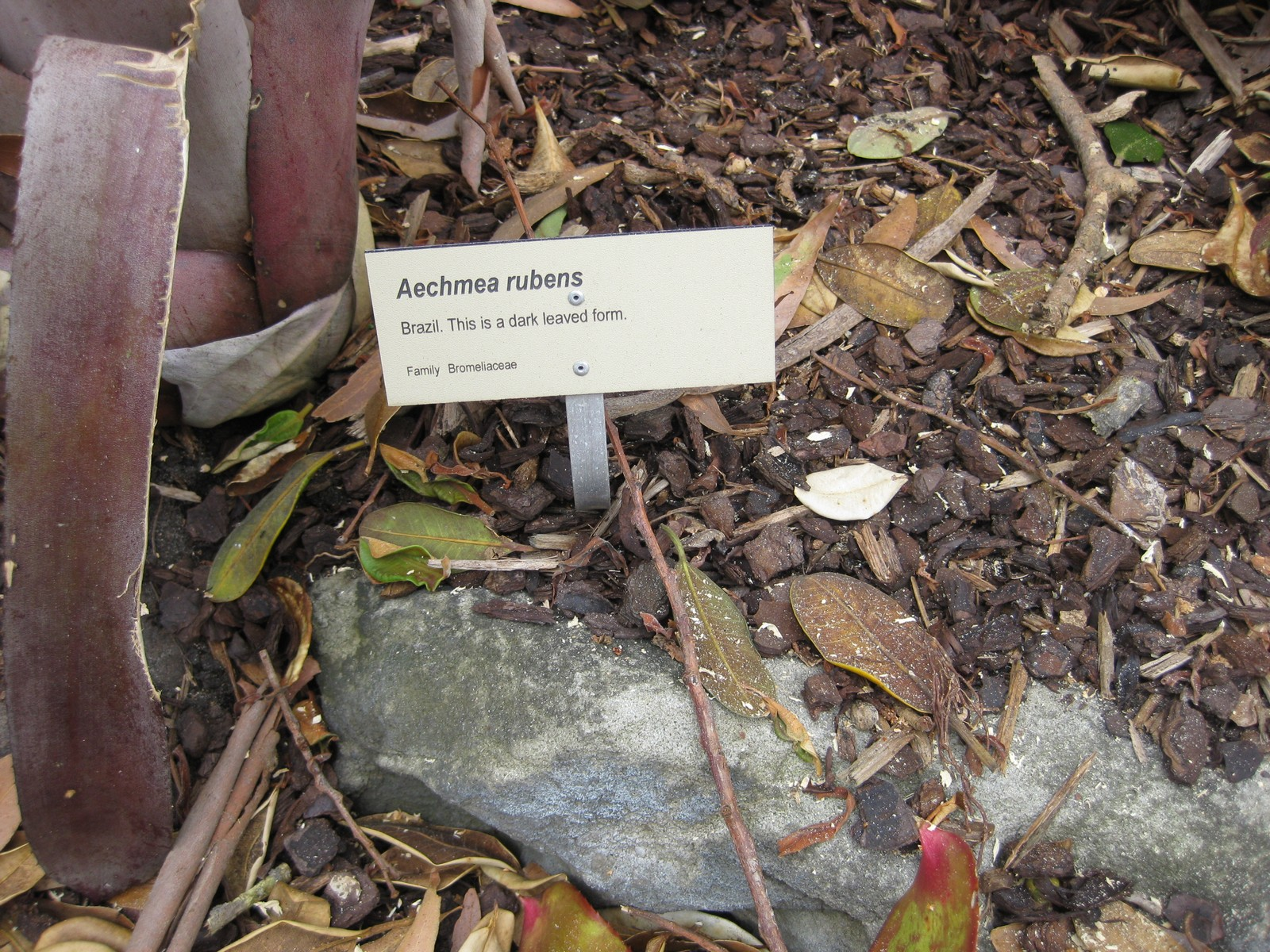